# St. Urbanus (Winden)

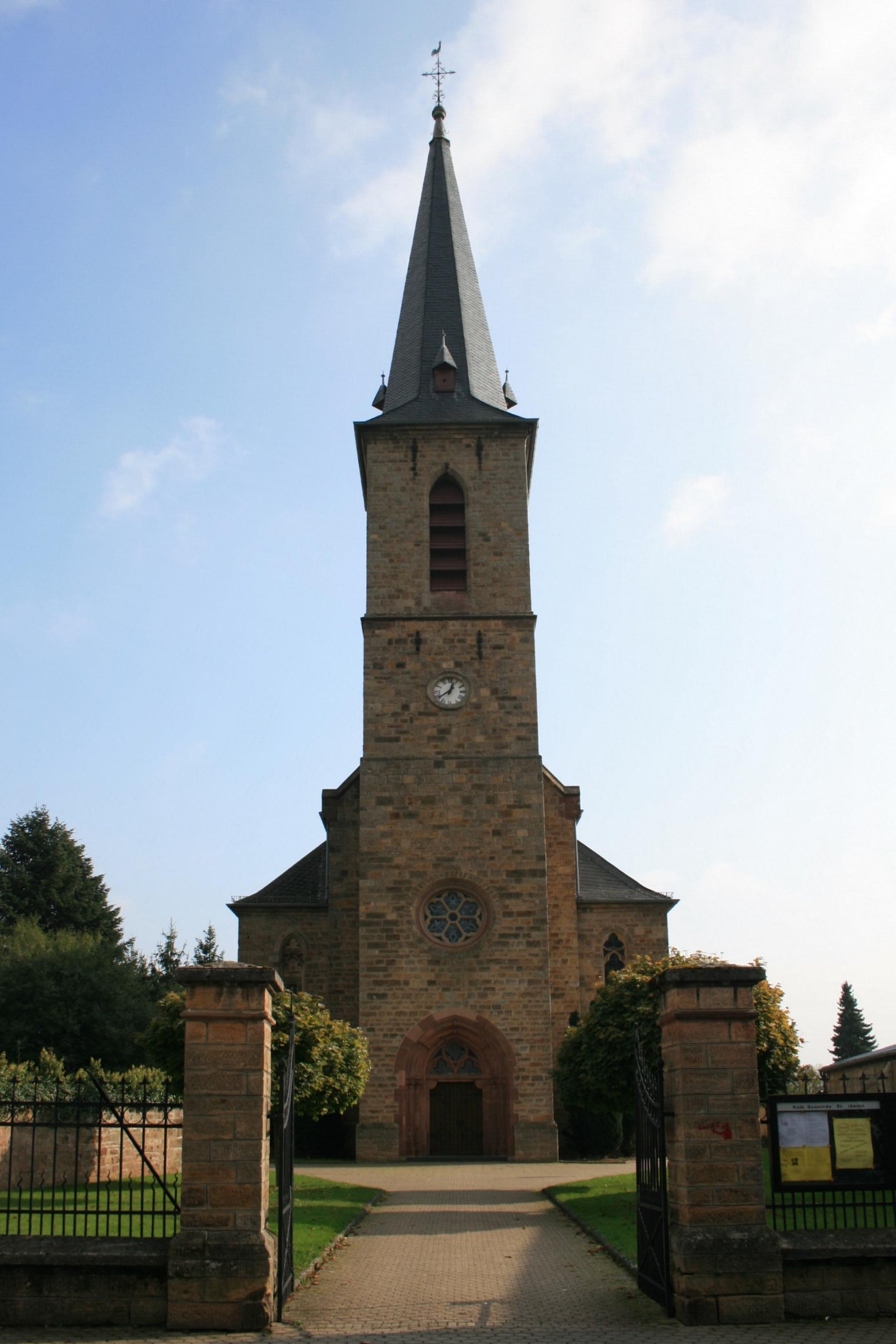
St. Urbanus in Winden

St. Urbanus ist eine römisch-katholische Pfarrkirche im Kreuzauer Ortsteil Winden im Kreis Düren in Nordrhein-Westfalen.
Das Bauwerk ist unter Nummer 61 in die Liste der Baudenkmäler in Kreuzau eingetragen und dem Patronat des hl. Papstes Urban I. anvertraut. Die Kirche wurde zwischen 1887 und 1889 nach Plänen von Heinrich Wiethase erbaut.
Zur Pfarre zählen neben Winden auch Bergheim und Üdingen mit der Kapelle Maria, Hilfe der Christen.

## Geschichte
Winden gehörte seit jeher zur Pfarre St. Heribert Kreuzau und verfügte seit 1784 über eine eigene Filialkirche. Seit 1823 gab es seitens der Windener Bevölkerung Bestrebungen zur Gründung einer eigenen Pfarrei. Am 21. März 1866 wurde Winden schließlich von Kreuzau abgetrennt und zur eigenständigen Pfarrei erhoben. Zu dieser Zeit wuchs die Bevölkerung Windens stark an, sodass man sich für den Bau einer neuen Pfarrkirche entschied. Der erste Pfarrer von Winden, Gottfried Sénéchaute, begann 1875 mit den Planungen für eine neue Kirche. Mit dem Bau wurde 1887 begonnen und Ende des Jahres 1889 war das heutige Gotteshaus fertiggestellt. Die Pläne lieferte der Kölner Architekt Heinrich Wiethase. Am 8. Dezember 1889 wurde die neue Pfarrkirche benediziert. Die Konsekration (Kirchweihe) fand erst zwei Jahre später, am 7. Juni 1891 durch den Kölner Weihbischof Antonius Fischer statt. Zugleich weihte er auch den Hochaltar und die beiden Seitenaltäre, die noch heute erhalten sind.
In den Jahren 1988 und 1989 wurde das Gotteshaus grundlegend unter der Leitung des Architekten Karl Josef Ernst aus Zülpich saniert. Dabei wurde die ursprüngliche Farbfassung des Innenraums nach Befund wiederhergestellt.

## Baubeschreibung
St. Urbanus ist eine dreischiffige, neugotische Hallenkirche mit dreiseitig geschlossenem Chor und vorgebautem Glockenturm im Westen. Sie wurde aus Werksteinen errichtet.

## Ausstattung
In der Kirche befindet sich eine neugotische Ausstattung mit Hochaltar, zwei Nebenaltären, Kreuzweg und Kirchenbänken. Die Fenster der Kirche sind aus den 1950er Jahren und stammen unter anderem von Johannes Richstätter und Maria Katzgrau.
Die Orgel wurde 1952 von der Bonner Firma Johannes Klais Orgelbau für die Kirche St. Joachim in Düren-Nord gebaut. 1988 wurde diese Orgel auf der Empore der Kirche St. Urban aufgestellt.
| I Hauptwerk C–g3 |            |       |
| 1.               | Rohrflöte  | 8'    |
| 2.               | Principal  | 4'    |
| 3.               | Gemsquinte | 2 ⁄3' |
| 4.               | Schwegel   | 2'    |
| 5.               | Mixtur IV  |       |

| II Nebenwerk C–g3 |                  |    |
| 6.                | Lieblich Gedackt | 8' |
| 7.                | Spitzflöte       | 4' |
| 8.                | Principal        | 2' |
| 9.                | Scharff III-IV   |    |

| Pedalwerk C–f1 |                           |     |
| 10.            | Subbass                   | 16' |
| 11.            | Principalbass             | 08' |
| 12.            | Gedacktbass (Ext. Nr. 10) | 08' |
| 13.            | Choralbass (Ext. Nr. 11)  | 04' |
| 14.            | Octave (Ext. Nr. 11)      | 02' |

- Koppeln: II/I (auch als Suboktavkoppel), I/P, II/P

## Pfarrer
Folgende Priester wirkten bislang als Pastor an St. Urbanus:
| von – bis | Name                 |
| --------- | -------------------- |
| 1930–1941 | Wilhelm Engstenberg  |
| 1941–1978 | Konrad Schmitz       |
| 1979–1980 | Joachim Plattenteich |
| 1980–1987 | P. Helmut Esser MSF  |
| 1987–2001 | Gerhard Dörenkamp    |
| 2009–2023 | Walter Hütten        |
| Seit 2024 | Josef Wolff          |